# Диарра, Седу
Седу-Элиман Диарра (фр. Seydou Elimane Diarra; 23 ноября 1933, Катиола, Французская Западная Африка — 19 июля 2020, Абиджан, Кот-д’Ивуар) — ивуарийский государственный деятель, премьер-министр Кот-д’Ивуара с 18 мая по 18 октября 2000 года и с 10 февраля 2003 по 7 декабря 2005 года. Министр по вопросам планирования, развития и сотрудничества, инженер-агроном
, дипломат, преуспевающий предприниматель.

## Биография
Образование получил в Ла Рошели во Франции, затем изучал сельскохозяйственную инженерию в Высшей агрономической школе Монпелье. Работал в Министерстве сельского хозяйства. В 1963 году по политическим мотивам был арестован и заключён в тюрьму на два года.
После освобождения — сотрудник Фонда стабилизации цен и поддержки сельскохозяйственного производства (CSSPPA).
До назначения премьер-министром был послом в Бразилии (1970—1977), затем до 1985 года работал представителем Кот-д’Ивуара в Европейском экономическом сообществе, был президентом Торгово-промышленной палаты Кот-д’Ивуара.
После военного переворота в декабре 1999 года 4 января 2000 года назначен государственным министром по вопросам планирования, развития и сотрудничества при временном президенте Робере Геи.
Возглавлял переходное правительство с 18 мая по 18 октября 2000 года. В декабре 2001 года возглавил Национальный форум национального примирения.
В рамках соглашения о прекращении гражданской войны в Кот-д'Ивуаре поскольку многие считали его нейтральной фигурой, вновь с 10 февраля 2003 по 7 декабря 2005 года занимал кресло премьер-министра переходного правительства страны.
С марта 2013 по июль 2015 года — первый президент Высшего органа по вопросам управления Кот-д'Ивуара.
Умер 19 июля 2020 года в Абиджане в возрасте 86 лет.